# Christian Ardan
Pour les articles homonymes, voir Ardan.
Christian Ardan, né le 21 janvier 1958, est un auteur et un producteur de cinéma français.

## Biographie
Fils de l'acteur et producteur Michel Ardan, Christian Ardan commence sa carrière dans le cinéma comme assistant de production chez Michel Drucker, dans l'émission Les Rendez-vous du dimanche. Par la suite, il devient assistant de réalisation puis directeur de production avant de s'affirmer comme producteur, notamment grâce à des films comme Hiver 54, Le Retour des bidasses en folie ou encore Fanfan la tulipe.
Fort de son expérience dans le domaine de l'audiovisuel ainsi que de la production, il devient membre du bureau de la compagnie nationale des experts en activités commerciales et techniques en sa qualité d'« expert auprès de la cour d'appel et des tribunaux de Paris » dans les domaines du cinéma et de la télévision et plus généralement audiovisuel..
En 2013, il reçoit du ministre de la culture Frédéric Mitterrand la distinction de l'Ordre des Arts et des Lettres.

## Filmographie
- 1980 : Voulez-vous un bébé Nobel ? de Robert Pouret
- 1982 : Qu'est-ce qui fait craquer les filles...
- 1982 : Le Retour des bidasses en folie
- 1983 : Charlots Connection
- 1985 : L'Unique de Jérôme Diamant-Berger
- 1986 : Héroïne (Captive) de Paul Mayersberg
- 1989 : HIVER 54 ,de Denis Amar
- 1990 : L'Entraînement du champion avant la course de Bernard Favre
- 1990 : Amelia Lópes O'Neill
- 1992 : Entre Chien et Loup (Shuttlecock)
- 1995 : Tendre Guerre
- 2003 : Fanfan la tulipe de Gérard Krawczyk
- 2004 : Les gens honnêtes vivent en France
- 2005 : Ennemis publics de Kader Ayd
- 2006 : C'est Messieurs de la famille (5 épisodes)
- 2008 : Marie-Octobre de Josée Dayan
- 2014 : Sins of a father d'Andrew Piddington (en)